# 폴란드 특별기소대상 목록

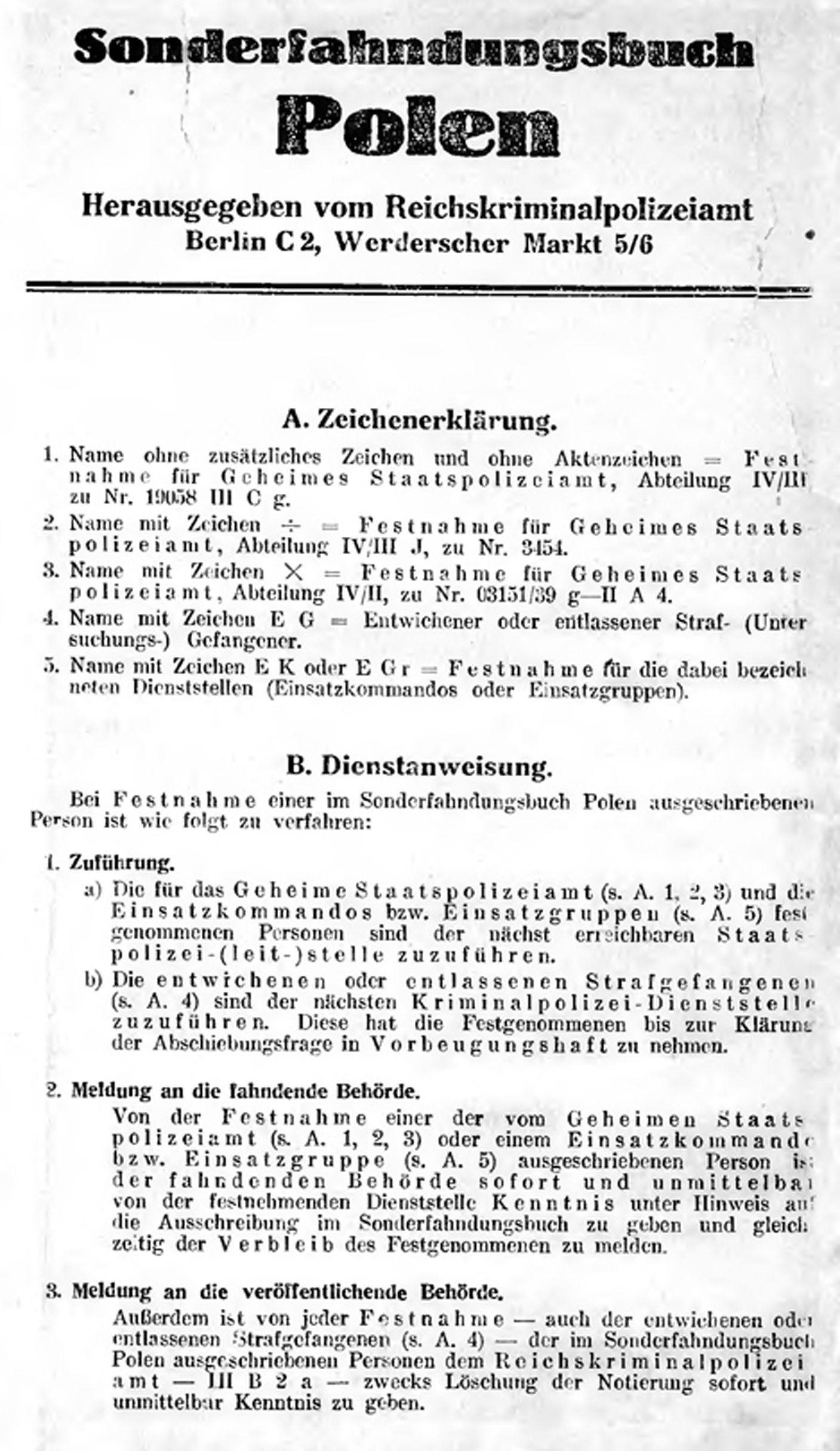
폴란드 특별기소대상 목록을 담은 문서

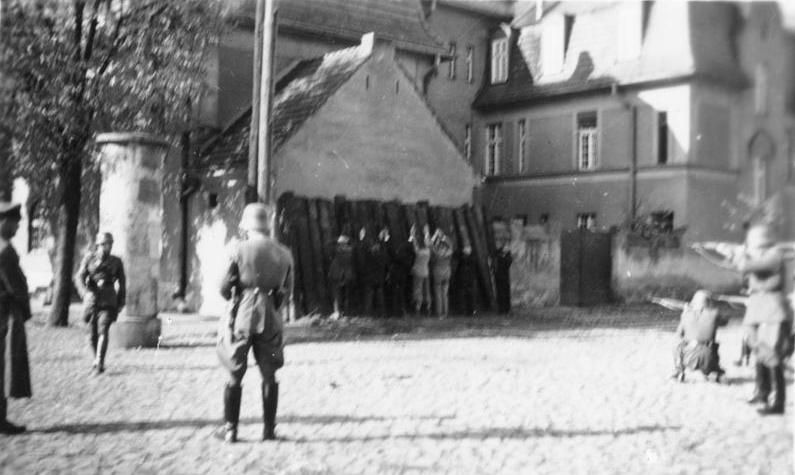
1939년 10월 20일 쿠르니크에서 폴란드인을 죽이는 특수작전집단.

《폴란드 특별기소대상 목록》(독일어: Sonderfahndungsbuch Polen, 폴란드어: Specjalna księga Polaków ściganych listem gończym, 영어: Special Prosecution Book-Poland)은 제2차 세계 대전 개전 직전의 나치 독일에서 준비한 목록으로, 정치활동가, 인텔리겐치아, 학자, 배우, 예비역 장교, 그 외 폴란드인 61,000 명의 이름이 올라가 있다. 여기에 이름이 오른 폴란드인들은 폴란드 침공 이후 그 신원과 소재가 밝혀지면 강제수용소로 보내지거나 그 자리에서 총살당했다.
폴란드 제2공화국에 대한 침공이 개시되기 거의 2년 전인 1937년에서 1939년 사이 독일에서는 《폴란드 특별기소대상 목록》이 비밀리에 준비되고 있었다. 준비 주체는 비밀국가경찰의 제2P폴란드 중앙부서(Zentralstelle IIP Polen)였고, 전쟁 개전 이전 소수민족으로 폴란드 땅에 살던 독일계 폴란드인 일부가 협조했다.
제2P폴란드 중앙부서는 라인하르트 하이드리히가 폴란드인에 대한 인종청소 계획인 타넨베르크 작전 중 지식인행동을 위해 만든 부서이다. 지식인행동은 하이드리히의 특별부서(Sonderreferat)에 의해 수행된 타넨베르크 작전의 제2단계로, 지식인, 교사, 의사, 사제, 공산주의 활동가 등 폴란드 엘리트들에 대해 행해진 집단살해이다. 소련이 카틴 학살 때 했던 일의 독일판이라고 할 수 있다.
타넨베르크 작전은 동방총괄계획의 제1단계로서 1940년 1월까지 계속되었다. 1939년이 다 가기도 전에 포메라니아 한 곳에서만 36,000 명에서 42,000 명의 폴란드인들이 살해당했다.
《특별기소대상 목록》에 올라온 사람들은 정치활동가, 인텔리겐치아, 학자, 배우, 예비역 장교, 폴란드 귀족, 가톨릭 사제, 교수, 교사, 의사, 법률가 등이 있었으며 심지어 1936년 베를린 올림픽에 폴란드 대표로 출전한 운동선수들까지 올라와 있었다. 이 살생부에 이름이 오른 사람들은 특수작전집단이나 민족독일자위단에게 즉결처형당하거나 강제수용소로 끌려가 죽었다. 직접 행위를 수행한 병력은 친위대 돌격대지도자 루돌프 트뢰거가 지휘하는 제16특수작전특공대였으며 총감독자는 라인하르트 하이드리히였다.
평화특별행동이 종료된 뒤인 1940년에는 독일에 점령당한 크라쿠프에서 《폴란드 특별기소대상 목록》 제2판이 발행되었다. "특별기소대상 목록"이라는 제목이 사용된 것은 이 때가 마지막이고, 그 이후 만들어진 살생부들에서는 《추적대상소개서》(Fahndungsnachweis)라는 말이 사용되었다.
나치는 영국에 대해서도 이 짓을 했는데, 이때 작성된 문서는 《그레이트브리튼 특별추적대상 목록》(Sonderfahndungsliste G.B.), 속칭 《흑색서》라고 한다. 그러나 영국 침공이 좌절되면서 《흑색서》는 《특별기소대상 목록》과 달리 실현되는 일은 없었다.

## 참고 자료
- Sonderfahndungsbuch Polen. Ergänzungsnachtrag über entwichene oder vorzeitig entlassene Straf... 1. Juni 1940, Krakau,
- Andrzej Leszek Szcześniak, Plan zagłady Słowian. Generalplan Ost, Polskie Wydawnictwo Encyklopedyczne PWE, Radom, 2001
- Fritz Arlt: Polen- Ukrainer-Judenpolitik im Generalgouvernement für die besetzten polnischen Gebiete 1939 bis 1940 in Oberschlesien 1941 bis 1943 und im Freiheitskampf der unterdrückten Ostvölker, Lindhorst, Wissenschaftlicher Buchdienst Taege, 1995
- Wacław Długoborski: Zweiter Weltkrieg und sozialer Wandel, Vandenhoeck & Ruprecht, Göttingen 1981, S. 309